# Piława Górna (stacja kolejowa)
Piława Górna – stacja kolejowa w Piławie Górnej, w województwie dolnośląskim, w Polsce.

## Ruch pasażerski
| Rok  | Wymiana pasażerska na dobę |
| ---- | -------------------------- |
| 2017 | 20-49                      |
| 2022 | 20-49                      |

## Budynek dworca
Na dworcu znajdowały się, obecnie już zlikwidowane, pomieszczenia zawiadowcy stacji, dyżurnego ruchu i kasy biletowej. Dworzec powoli popada w ruinę, a pomieszczenie dyżurnego ruchu zostało przeniesione do nastawni. W złym stanie znajdują się również inne obiekty stacji: magazyn i wieża ciśnień. Zainteresowanie rewitalizacją stacji i połączenia Piława Górna – Wrocław wyraziła firma Dolnośląskie Surowce Skalne, która w 2009 roku odbudowała przejście podziemne i odnowiła stację.